# Salutismo
Il salutismo è una linea di pensiero che comprende l'insieme di pratiche, condotte e tecniche improntate alla preservazione della salute e all'ottimizzazione del benessere.
Neologismo introdotto dalle scienze sociali negli anni settanta per indicare una nuova ideologia circa la salute, questo termine si è diffuso nel linguaggio corrente per indicare - con un marcato giudizio di valore - un'ampia gamma di pratiche che comprendono un'alimentazione salutare, l'attività fisica e l'astensione dall'uso di droghe (tra cui alcol e fumo) o altre abitudini insalubri.
In genere il termine è usato con un'accezione negativa per criticare la rigidità di questo pensiero: in questo senso circola ampiamente in movimenti come quello per la promozione dell'accettazione delle persone in sovrappeso che vedono nel salutismo una nuova forma di discriminazione ricompresa nel cosiddetto body shaming. Con valore opposto è invece usato per promuovere stili di vita salutari, spesso associati a un'ampia gamma di conoscenze relative agli effetti sulla salute dell'alimentazione, dell'attività fisica e di alcuni indicatori di salute come il peso, la pressione, il colesterolo e così via.
Tale successo nel linguaggio comune non ha fatto riscontro con altrettanta attenzione in ambito accademico, benché la genealogia di questo concetto risulti estremamente stimolante e attuale nel cogliere l'ambivalente sviluppo della medicina contemporanea.

## Salutismo e medicalizzazione
In ambito sociologico, la prima pubblicazione consacrata al salutismo risale al 1977 ed è a firma di Irving Kenneth Zola, il celebre sociologo della medicina statunitense noto per i suoi lavori sulla medicalizzazione e sulla disabilità. Zola usa questo concetto per fare riferimento all'aspetto ideologico del processo di medicalizzazione, muovendo in particolare una critica alle implicazioni culturali delle innovazioni mediche dell'epoca, dalla diagnosi prenatale alla farmacologia delle emozioni, all'epoca appannaggio della professione medica. La maggiore capacità della medicina di definire e controllare il confine tra vita e morte, tra normale e patologico, tra naturale e artificiale, genererebbe un fenomeno di depoliticizzazione della devianza e del conflitto nonché la nascita di nuove forme di discriminazione basate sulle differenze di salute.
Tre anni più tardi, Robert Crawford torna sullo stesso concetto attribuendogli una diversa accezione, definendo il salutismo come l'attitudine a considerare la dedizione per la salute personale lo scopo principale per pervenire a uno stato di benessere, che è pertanto raggiungibile grazie a uno stile di vita adeguato piuttosto che attraverso terapie mediche. Se la verve critica è analoga a quella di Zola, la prospettiva si sposta dalle innovazioni biomediche a fenomeni del tutto differenti, come la medicina alternativa e l'auto-cura. Il bersaglio polemico è la rivendicazione di un ruolo attivo del paziente che, volendo democratizzare il processo di cura, finisce per diffondere l'ideologia e la percezione medica ben oltre i confini dell'istituzione medica. Secondo Crawford, malgrado l'intenzione di limitare o, quantomeno, negoziare il potere della professione medica, questi movimenti contribuirebbero paradossalmente a estenderne l'attitudine medica a trattare le questioni come una disfunzione fisica situata nell'anatomia individuale.
Se con Zola il salutismo è una costola della medicalizzazione, con Crawford diviene indica un fenomeno autonomo, cioè l'espansione della medicina oltre, se non addirittura contro, la professione e l'istituzione medica – una sorta di medicalizzazione senza dottori. In quest'ultima formulazione, il salutismo è una categoria che, mettendo l'accento sulla trasformazione, piuttosto che sull'espansione, degli spazi e degli attori ha per certi versi anticipato un approccio innovativo alla medicalizzazione, di cui si intende ripercorrere due aspetti cruciali: gli stili di vita e la formazione di soggettività emergenti.

## Stili di vita e soggettività
La riflessione sul salutismo ha colto con estrema lungimiranza l'importanza che gli stili di vita assumono a partire dagli anni ottanta in svariati ambiti, tra cui quello relativo al benessere e alla salute. La diffusione di nuove pratiche come il fitness e le diete tendono a tracciare traiettorie che vanno oltre i confini tra ambiti tradizionalmente separati come lo sport, l'estetica e la medicina. Gli stili di vita “salutisti”, se in un primo momento fanno uso di un discorso medico in contesti non clinici, diventano gradualmente parte integrante del servizio sanitario e contribuiscono a rilanciare programmi di salute pubblica di prevenzione basati sulla sensibilizzazione verso situazioni a rischio (il fumo, l'obesità) e screening a tappeto (mammografia). Petr Skrabanek, medico e professore, bolla causticamente queste iniziative come “salutismo coercitivo”. Il generico richiamo alla “Salute per tutti” (Health for all) non sarebbe altro che un mezzo subdolamente coercitivo attraverso cui lo Stato estenderebbe la sua influenza promuovendo la stigmatizzazione o il divieto di qualsiasi attività che, potendo nuocere alla salute, sia tacciata come irresponsabile. Al contempo, i programmi di salute pubblica, facendo prevalere un trattamento generale basato su fattori di rischio e altri indicatori statistici allo studio clinico del singolo paziente, promuoverebbero una degenerazione e una disumanizzazione della medicina.
Rigettando una dicotomia rigida tra Stato e individuo, altri approcci di ispirazione foucaltiana al salutismo si rifanno a una concezione del potere intesa come un fenomeno disseminato e complesso che si esercita su e si rivela attraverso i processi di costruzione di “soggetti in buona salute”. Riprendendo le parole di Petersen e Lupton, il potere va inteso come "un apparato di controllo, disciplina e regolazione complesso e in espansione che innesca processi micropolitici attraverso cui gli individui sono incoraggiati a omologarsi a una morale sociale". Date queste premesse, la questione principale non è tanto il processo di dominazione degli individui, ma piuttosto la maniera in cui la consapevolezza e la responsabilità della salute e del benessere sono interiorizzate spontaneamente senza alcuna azione coercitiva. La partecipazione attiva e responsabile alla propria condizione di salute è pertanto un processo intrinsecamente politico legato alla cittadinanza, che estende il diritto/dovere alla cura dai pazienti a un diritto/dovere di stare bene che coinvolge tutte le persone in quanto potenzialmente malate, i cosiddetti “pazienti asintomatici”. La costruzione di “un sé in buona salute” in opposizione a un “altro da sé non in salute” viene inquadrata nell'ambito di un orientamento ideologico di tipo neoliberale basato sull'autocontrollo e sull'autonomia e sulla responsabilità individuali. La salute come un fine in sé è posta alla base di un progetto politico di cittadinanza di tipo nuovo. Al contempo, la salute viene a sovrapporsi e a ibridarsi con altri tipi di normatività come ad esempio, nel caso della costruzione del corpo, la bellezza e la prestanza fisica. 
La tensione tra autonomia e disciplina, contestazione e omologazione, espressività e omologazione rende il salutismo un concetto capace di apprezzare la portata politica dell'ibridazione delle pratiche mediche con un'ampia gamma di pratiche e tecniche che vanno dalla medicina alternativa fino a innovazioni in campo biomedico, come, ad esempio, i test genetici di suscettibilità, accomunati dalla centralità del singolo come oggetto e soggetto della cura.